# Lofn
Lofn ("den milda") är i nordisk mytologi en asynja som uppskattas för sin välvilja och vänlighet och hon är "god att be till". Lofn tillhör Friggs heliga systerskap av asynjor. Hon utverkar hos Oden och Frigg tillstånd för par att gifta sig, även om andra försökt att förhindra det. 